# Empleos y divisas de las Fuerzas Armadas de la Federación Rusa

Emblema de las
Fuerzas Armadas de la Federación Rusa.

La Federación Rusa heredó las filas de la Unión Soviética, a pesar de que las insignias y el uniforme han sido retocados un poco. La tabla siguiente de filas de las Fuerzas Terrestres Rusas, las fuerzas terrestres de las Fuerzas Armadas.
Las fuerzas armadas rusas tienen dos estilos en todas las filas de oficiales y reclutas. La Fuerza Aérea utiliza todos los oficiales y reclutas. La siguiente tabla de las categorías se basa en las de la Federación de Rusia. La Federación de Rusia eliminó el descriptor "de la aviación" a raíz de los grados, sin embargo, el descriptor que se encuentra todavía en uso. El rango de un servicio de la "Guardia" la unidad, la formación o el buque podrá ser seguido por la palabra "Guardia." El rango de un ciudadano de los aspectos jurídicos, médicos o veterinarios profesiones será seguida de las palabras "de la Justicia", " De los servicios médicos ", o" del servicio veterinario ", con sus respectivos rangos. El rango de un ciudadano de haber retirado la condición de reserva o será seguida de las palabras "reserva" o "Retiro", respectivamente.

## Escalafón de las Fuerzas Terrestres

### Oficiales
Los oficiales de EE. UU./Rusia las comparaciones son dibujadas por Harriet Scott y William F. Scott, Las Fuerzas armadas de la URSS. La Prensa de Westview, el Canto Rodado, Colorado, 1979. En el Apéndice B de su libro que el Scotts iguala específicamente al de los EE. UU. Los Generales de brigada a General de división, los EE. UU. Los Generales de división a Tenientes, y a los EE. UU. Generales rusos. Los Tenientes generales a Coroneles Generales rusos.
| Categoría                                 | Rangos de Ejército y la Fuerza Aérea | Russian Army Insignia | U.S Army Insignia Equivalent |
| ----------------------------------------- | --- | --------------------- | ---------------------------- |
| Supreme Officers or General Officers      | Mariscal de la Federación de Rusia (Ма́ршал Росси́йской Федера́ции) (Márshal Rossíyskoy Federátsii) U.S Army equivalent: General of the Army |                       |                              |
| Supreme Officers or General Officers      | General de Ejército (генера́л а́рмии) (Generál Ármii) U.S Army equivalent: General                                                          |                       |                              |
| Supreme Officers or General Officers      | Coronel General (генера́л-полко́вник) (Generál-Polkóvnik) U.S Army equivalent: Teniente General                                             |                       |                              |
| Supreme Officers or General Officers      | Teniente General (генера́л-лейтена́нт) (Generál-Leytenánt) U.S Army equivalent: General de División                                         |                       |                              |
| Supreme Officers or General Officers      | Mayor General (генера́л-майо́р) (Generál-Mayór) U.S Army equivalent: General de Brigada                                                     |                       |                              |
| Senior Officers or Field Grade Officers   | Coronel (полко́вник) (Polkóvnik) U.S Army equivalent: Coronel                                                                              |                       |                              |
| Senior Officers or Field Grade Officers   | Teniente coronel (подполко́вник) (Podpolkóvnik) U.S Army equivalent: Teniente coronel                                                      |                       |                              |
| Senior Officers or Field Grade Officers   | Mayor o Comandante (майо́р Или же Командир ) (Mayór Lub Dowódca) U.S Army equivalent: Mayor                                                |                       |                              |
| Junior Officers or Company Grade Officers | Capitán (капита́н) (Kapitán) U.S Army equivalent: Capitán                                                                                  |                       |                              |
| Junior Officers or Company Grade Officers | Teniente Primero (ста́рший лейтена́нт) (Stárshiy Leytenánt) U.S Army equivalent: Teniente                                                   |                       |                              |
| Junior Officers or Company Grade Officers | Teniente (лейтена́нт) (Leytenánt) U.S Army equivalent: Subteniente                                                                         |                       |                              |
| Junior Officers or Company Grade Officers | Subteniente (мла́дший лейтена́нт) (Mládshiy Leytenánt) U.S Army equivalent: Subteniente                                                     |                       |                              |

### Oficiales Técnicos
| Category                                           | All-forces ranks | Russian Army Insignia | U.S Army Insignia Equivalent |
| -------------------------------------------------- | --- | --------------------- | ---------------------------- |
| Under-Officers or Master non-commissioned officers | Senior Praporshchik / Sr. Oficial Technico (ста́рший пра́порщик) (Stárshiy Práporshchik) U.S Army equivalent: Chief Warrant Officer 3 |                       |                              |
| Under-Officers or Master non-commissioned officers | Praporshchik / Oficial Techino (пра́порщик) (Práporshchik) U.S Army equivalent: Chief Warrant Officer 2                              |                       |                              |

### Rangos de Suboficales y personal alistado
| Category                     | All-forces ranks | Russian Army Insignia | U.S Army Insignia Equivalent |
| ---------------------------- | --- | --------------------- | ---------------------------- |
| Sergeants and Petty Officers | Starshina/Sargento Mayor (старшина́) (Starshiná) U.S Army equivalent: Sargento de Primera Clase or Sargento Maestre or Sargento Mayor |                       |                              |
| Sergeants and Petty Officers | Sergeanto de Primera Clase (ста́рший сержа́нт) (Stárshiy Serdzhánt) U.S Army equivalent: Staff Sergeant or Sergeant First Class        |                       |                              |
| Sergeants and Petty Officers | Sargento (сержа́нт) (Serdzhánt) U.S Army equivalent: Sargento                                                                         |                       |                              |
| Sergeants and Petty Officers | Junior Cabo (мла́дший сержа́нт) (Mládshiy Serdzhánt) U.S Army equivalent: Cabo                                                         |                       |                              |
| Soldiers, seamen, airmen     | Soldado de Primera Clase (ефре́йтор) (Efrèytor) U.S Army equivalent: Private First Class                                              |                       |                              |
| Soldiers, seamen, airmen     | Soldado (рядово́й) (Ryadovóy) U.S Army equivalent: Soldado E2 or Soldado E1                                                           |                       |                              |
|                              | |                       |                              |